# Liste der römischen Titelkirchen
Die nachfolgenden Kirchen sind Titelkirchen eines Kardinalpriesters der römisch-katholischen Kirche. Sie sind durchwegs die Hauptkirchen vieler wichtiger katholischer Heiliger und anderer Patrozinien (Glaubensinhalte, etwa von Marientiteln). Es gibt 183 Titelkirchen und sieben hiervon sind ohne Titelträger (Stand August 2025).
Siehe auch: Liste der römischen Titeldiakonien

## Liste der Titelkirchen
| Nr. | Name                                                              | Titelträger                                     | Titelkirche seit | Liste der Titelinhaber |
| --- | ----------------------------------------------------------------- | ----------------------------------------------- | ---------------- | ---------------------- |
| 1   | Sant’Agnese fuori le mura                                         | Camillo Ruini                                   | 5. Okt. 1654     | Kardinalstitel         |
| 2   | Sant’Agostino                                                     | Jean-Pierre Ricard                              | 13. Apr. 1587    | Übersicht              |
| 3   | Sant’Alberto Magno                                                | Virgílio do Carmo da Silva SDB                  | 19. Nov. 2016    | Kardinalstitel         |
| 4   | Santi Ambrogio e Carlo                                            | vakant                                          | 7. Juni 1967     | Übersicht              |
| 5   | Sant’Anastasia                                                    | vakant                                          | 1. März 499      | Übersicht              |
| 6   | Sant’Andrea al Quirinale                                          | Odilo Pedro Scherer                             | 21. Feb. 1998    | Übersicht              |
| 7   | Sant’Andrea della Valle                                           | Dieudonné Nzapalainga CSSp                      | 12. März 1960    | Übersicht              |
| 8   | Sant’Andrea delle Fratte                                          | Ennio Antonelli                                 | 12. März 1960    | Übersicht              |
| 9   | Santi Andrea e Gregorio al Monte Celio                            | Francesco Montenegro                            | 8. Juni 1839     | Übersicht              |
| 10  | Sant’Angela Merici                                                | Sigitas Tamkevičius SJ                          | 22. Feb. 2014    | Übersicht              |
| 11  | Sant’Antonio da Padova in Via Merulana                            | Américo Manuel Alves Aguiar                     | 12. März 1960    | Übersicht              |
| 12  | Sant’Antonio da Padova in Via Tuscolana                           | Jean Zerbo                                      | 5. März 1973     | Übersicht              |
| 13  | Sant’Antonio in Campo Marzio                                      | Manuel Clemente                                 | 21. Feb. 2001    | Übersicht              |
| 14  | Santi XII Apostoli                                                | Angelo Scola                                    | 112              | Übersicht              |
| 15  | Santi Aquila e Priscilla                                          | Juan García Rodríguez                           | 26. Nov. 1994    | Übersicht              |
| 16  | Sant’Atanasio                                                     | Lucian Mureșan                                  | 22. Feb. 1962    | Übersicht              |
| 17  | Sant’Atanasio a Via Tiburtina                                     | Gabriel Zubeir Wako                             | 28. Juni 1991    | Übersicht              |
| 18  | Santa Balbina all’Aventino                                        | vakant                                          | 595              | Übersicht              |
| 19  | San Bartolomeo all’Isola                                          | Blase Joseph Cupich                             | 6. Juli 1517     | Übersicht              |
| 20  | Beata Maria Vergine Addolorata a piazza Buenos Aires              | vakant                                          | 7. Juni 1967     | Übersicht              |
| 21  | Beata Vergine Maria del Monte Carmelo a Mostacciano               | Anthony Olubunmi Okogie                         | 28. Juni 1988    | Übersicht              |
| 22  | Santa Bernadette Soubirous                                        | Ángel Sixto Rossi SJ                            | 30. Sep. 2023    |                        |
| 23  | San Bernardo alle Terme                                           | George Alencherry                               | 19. Mai 1670     | Übersicht              |
| 24  | San Bonaventura da Bagnoregio                                     | Joseph Coutts                                   | 28. Juni 2018    |                        |
| 25  | Santi Bonifacio e Alessio                                         | Paulo Cezar Costa                               | 1587             | Übersicht              |
| 26  | San Callisto                                                      | Willem Jacobus Eijk                             | 6. Juli 1517     | Übersicht              |
| 27  | San Camillo de Lellis                                             | Juan Luis Cipriani Thorne                       | 5. Feb. 1965     | Übersicht              |
| 28  | Santa Cecilia in Trastevere                                       | Gualtiero Bassetti                              | 4. Jahrhundert   | Übersicht              |
| 29  | Santa Chiara a Vigna Clara                                        | Vinko Puljic                                    | 29. Apr. 1969    | Übersicht              |
| 30  | Santi Cirillo e Metodio                                           | Grzegorz Ryś                                    | 30. Sep. 2023    |                        |
| 31  | San Clemente                                                      | Arrigo Miglio                                   | 5. Jahrhundert   | Übersicht              |
| 32  | San Corbiniano                                                    | Reinhard Marx                                   | 20. Nov. 2010    | Übersicht              |
| 33  | San Crisogono                                                     | Andrew Yeom Soo-jung                            | 112              | Übersicht              |
| 34  | Santa Croce in Gerusalemme                                        | Juan José Omella Omella                         | 600              | Übersicht              |
| 35  | Santa Croce in via Flaminia                                       | Sérgio da Rocha                                 | 5. Feb. 1965     | Übersicht              |
| 36  | Sacro Cuore di Gesù agonizzante a Vitinia                         | Jean-Paul Vesco                                 | 29. Apr. 1969    | Übersicht              |
| 37  | Sacro Cuore Immacolato di Maria ai Parioli                        | Julius Riyadi Darmaatmadja SJ                   | 5. Feb. 1965     | Übersicht              |
| 38  | Sacri Cuori di Gesù e Maria a Tor Fiorenza                        | Edoardo Menichelli                              | 14. Feb. 2014    | Übersicht              |
| 39  | Santa Dorotea                                                     | Jorge Enrique Jiménez Carvajal                  | 12. Juni 2014    | Übersicht              |
| 40  | Sant’Egidio in Trastevere                                         | Matteo Maria Zuppi                              | 5. Okt. 2019     | Kardinalstitel         |
| 41  | Sant’Emerenziana a Tor Fiorenza                                   | Jean-Pierre Kutwa                               | 5. März 1973     | Übersicht              |
| 42  | Sant’Eusebio all’Esquilino                                        | Daniel DiNardo                                  | 25. Juni 1877    | Übersicht              |
| 43  | Santi Fabiano e Venanzio a Villa Fiorelli                         | Carlos Aguiar Retes                             | 5. März 1973     | Übersicht              |
| 44  | Sacra Famiglia di Nazareth a Centocelle                           | Luis Gerardo Cabrera Herrera                    | 7. Dez. 2024     |                        |
| 45  | San Felice da Cantalice a Centocelle                              | Luis Antonio Tagle                              | 29. Apr. 1969    | Übersicht              |
| 46  | San Francesco d’Assisi a Ripa Grande                              | Norberto Rivera Carrera                         | 12. März 1960    | Übersicht              |
| 47  | San Francesco d’Assisi ad Acilia                                  | Wilfrid Fox Napier OFM                          | 21. Feb. 2001    | Übersicht              |
| 48  | San Frumenzio ai Prati Fiscali                                    | Robert Walter McElroy                           | 28. Juni 1988    | Übersicht              |
| 49  | San Gabriele Arcangelo all’Acqua Traversa                         | Fridolin Ambongo Besungu OFMCap                 | 28. Juni 1988    | Übersicht              |
| 50  | San Gabriele dell’Addolorata                                      | Júlio Duarte Langa                              | 14. Feb. 2015    | Übersicht              |
| 51  | San Gaetano                                                       | Diego Padrón Sánchez                            | 30. Sep. 2023    |                        |
| 52  | Santa Gemma Galgani a Monte Sacro                                 | Stephen Ameyu Martin Mulla                      | 30. Sep. 2023    |                        |
| 53  | San Gerardo Maiella                                               | Rubén Salazar Gómez                             | 26. Nov. 1994    | Übersicht              |
| 54  | Gesù Divino Lavoratore                                            | Christoph Schönborn OP                          | 29. Apr. 1969    | Übersicht              |
| 55  | Gesù Divino Maestro alla Pineta Sacchetti                         | Roberto Repole                                  | 29. Apr. 1969    | Übersicht              |
| 56  | Santa Galla                                                       | Daniel Fernando Sturla Berhouet SDB             | 14. Feb. 2015    | Übersicht              |
| 57  | San Giacomo in Augusta                                            | Chibly Langlois                                 | 22. Feb. 2014    | Übersicht              |
| 58  | San Gioacchino ai Prati di Castello                               | Leopoldo José Brenes Solórzano                  | 12. März 1960    | Übersicht              |
| 59  | Santi Gioacchino ed Anna al Tuscolano                             | Toribio Ticona Porco                            | 28. Juni 1988    | Übersicht              |
| 60  | Santa Giovanna Antida Thouret                                     | Dominique Mathieu                               | 7. Dez. 2024     |                        |
| 61  | San Giovanni a Porta Latina                                       | Adalberto Martínez Flores                       | 6. Juli 1517     | Übersicht              |
| 62  | San Giovanni Battista dei Fiorentini                              | Giuseppe Petrocchi                              | 12. März 1960    | Übersicht              |
| 63  | San Giovanni Battista de La Salle al Torrino                      | Stephen Chow Sau-yan                            | 30. Sep. 2023    | Kardinalstitel         |
| 64  | San Giovanni Battista de Rossi                                    | John Ribat MSC                                  | 29. Apr. 1969    | Übersicht              |
| 65  | San Giovanni Crisostomo                                           | Jean-Claude Hollerich SJ                        | 29. Apr. 1969    | Übersicht              |
| 66  | San Giovanni Leonardi                                             | Tarcisio Isao Kikuchi                           | 7. Dez. 2024     |                        |
| 67  | Santi Giovanni e Paolo                                            | Jozef De Kesel                                  | 5. Jahrhundert   | Übersicht              |
| 68  | San Giovanni Evangelista a Spinaceto                              | Álvaro Ramazzini                                | 25. Mai 1985     | Übersicht              |
| 69  | Santi Giovanni Evangelista e Petronio                             | Baltazar Porras                                 | 25. Mai 1985     | Übersicht              |
| 70  | San Girolamo a Corviale                                           | Luis Héctor Villalba                            | 14. Feb. 2015    | Übersicht              |
| 71  | San Girolamo dei Croati                                           | Josip Bozanic                                   | 8. Feb. 1566     | Übersicht              |
| 72  | San Giuda Taddeo Apostolo                                         | Giorgio Marengo IMC                             | 28. Nov. 2020    | Übersicht              |
| 73  | San Giuseppe all’Aurelio                                          | Gérald Cyprien Lacroix ISPX                     | 28. Juni 1991    | Übersicht              |
| 74  | San Giuseppe da Copertino                                         | José Luis Lacunza Maestrojuán                   | 14. Feb. 2015    | Übersicht              |
| 75  | San Giustino                                                      | Jean-Baptiste Phạm Minh Mẫn                     | 21. Okt. 2003    | Übersicht              |
| 76  | Gran Madre di Dio                                                 | Angelo Bagnasco                                 | 5. Feb. 1965     | Übersicht              |
| 77  | San Gregorio Barbarigo alle Tre Fontane                           | Désiré Tsarahazana                              | 5. März 1973     | Übersicht              |
| 78  | San Gregorio Magno alla Magliana Nuova                            | Jaime Spengler                                  | 21. Feb. 2001    | Übersicht              |
| 79  | San Gregorio VII                                                  | Isaac Cleemis Thottunkal                        | 29. Apr. 1969    | Übersicht              |
| 80  | Santa Maria Immacolata al Tiburtino                               | Raymundo Damasceno Assis                        | 29. Apr. 1969    | Übersicht              |
| 81  | Immacolata Concezione di Maria a Grottarossa                      | Wilton Daniel Gregory                           | 25. Mai 1985     | Übersicht              |
| 82  | Sant’Ippolito                                                     | John Atcherley Dew                              | 14. Feb. 2015    | Übersicht              |
| 83  | Sant’Ireneo a Centocelle                                          | Charles Maung Bo                                | 14. Feb. 2015    | Übersicht              |
| 84  | San Leonardo da Porto Maurizio ad Acilia                          | Leonardo Ulrich Steiner OFM                     | 19. Nov. 2016    | Kardinalstitel         |
| 85  | San Leone I.                                                      | Cristóbal López Romero SDB                      | 5. Feb. 1965     | Kardinalstitel         |
| 86  | San Liborio                                                       | Peter Kodwo Appiah Turkson                      | 21. Feb. 2001    | Übersicht              |
| 87  | San Lorenzo in Damaso                                             | Antonio María Rouco Varela                      | 112              | Übersicht              |
| 88  | San Lorenzo in Lucina                                             | Albert Malcolm Ranjith                          | 1. Okt. 366      | Übersicht              |
| 89  | San Lorenzo in Panisperna                                         | Michael Michai Kitbunchu                        | 6. Juli 1517     | Übersicht              |
| 90  | San Luca a Via Prenestina                                         | Luis José Rueda Aparicio                        | 29. Apr. 1969    | Übersicht              |
| 91  | Santa Lucia a Piazza d’Armi                                       | Théodore-Adrien Sarr                            | 5. März 1973     | Übersicht              |
| 92  | San Luigi dei Francesi                                            | vakant                                          | 7. Juni 1967     | Übersicht              |
| 93  | San Luigi Maria Grignion de Montfort                              | Felipe Arizmendi Esquivel                       | 28. Juni 1991    | Übersicht              |
| 94  | Santi Marcellino e Pietro                                         | Dominik Duka OP                                 | spätestens 1316  | Übersicht              |
| 95  | San Marcello                                                      | Giuseppe Betori                                 | 304              | Übersicht              |
| 96  | San Marco                                                         | Angelo De Donatis                               | 336              | Übersicht              |
| 97  | San Marco in Agro Laurentino                                      | Domenico Battaglia                              | 5. März 1973     | Übersicht              |
| 98  | Santa Maria Addolorata                                            | Francis Xavier Kriengsak Kovitvanit             | 14. Feb. 2015    | Übersicht              |
| 99  | Santa Maria ai Monti                                              | Jean-Marc Aveline                               | 12. März 1960    | Übersicht              |
| 100 | Santa Maria Assunta e San Giuseppe a Primavalle                   | Baldassare Reina                                | 7. Dez. 2024     | Übersicht              |
| 101 | Santa Maria Consolatrice al Tiburtino                             | Philippe Nakellentuba Ouédraogo                 | 29. Apr. 1969    | Übersicht              |
| 102 | Santa Maria degli Angeli                                          | Anders Arborelius OCD                           | 15. Mai 1565     | Übersicht              |
| 103 | Santa Maria del Buon Consiglio                                    | Augusto Paolo Lojudice                          | 28. Nov. 2020    | Übersicht              |
| 104 | Santa Maria delle Grazie a Casal Boccone                          | Carlos Castillo Mattasoglio                     | 7. Dez. 2024     |                        |
| 105 | Santa Maria della Pace                                            | Francisco Javier Errázuriz Ossa                 | 13. Apr. 1587    | Übersicht              |
| 106 | Santa Maria della Salute a Primavalle                             | Frank Leo                                       | 29. Apr. 1969    | Übersicht              |
| 107 | Santa Maria della Speranza                                        | Óscar Rodríguez Maradiaga SDB                   | 21. Feb. 2001    | Übersicht              |
| 108 | Santa Maria della Vittoria                                        | Seán Patrick O’Malley OFMCap                    | 23. Dez. 1801    | Übersicht              |
| 109 | Santa Maria delle Grazie a Via Trionfale                          | Joseph William Tobin CSsR                       | 25. Mai 1985     | Übersicht              |
| 110 | Santa Maria del Popolo                                            | Stanislaw Dziwisz                               | 13. Apr. 1587    | Übersicht              |
| 111 | Santa Maria Domenica Mazzarello                                   | Stephen Brislin                                 | 21. Feb. 2001    | Übersicht              |
| 112 | Santa Maria Immacolata di Lourdes a Boccea                        | François-Xavier Bustillo OFMConv                | 25. Mai 1985     | Übersicht              |
| 113 | Santa Maria in Aracoeli                                           | Salvatore De Giorgi                             | 10. Juli 1517    | Übersicht              |
| 114 | Santa Maria in Monserrato degli Spagnoli                          | José Cobo Cano                                  | 21. Okt. 2003    | Übersicht              |
| 115 | Santa Maria in Traspontina                                        | Marc Ouellet PSS                                | 13. Apr. 1587    | Übersicht              |
| 116 | Santa Maria in Trastevere                                         | Carlos Osoro Sierra                             | 112              | Übersicht              |
| 117 | Santa Maria in Vallicella                                         | Ricardo Blázquez                                | 18. Dez. 1937    | Übersicht              |
| 118 | Santa Maria in Via                                                | Filipe Neri António Sebastião do Rosário Ferrão | 4. Dez. 1551     | Übersicht              |
| 119 | Santa Maria Causa Nostrae Laetitiae                               | Sebastian Francis                               | 30. Sep. 2023    |                        |
| 120 | Santa Maria della Presentazione                                   | Francisco Robles Ortega                         | 24. Nov. 2007    | Übersicht              |
| 121 | Santa Maria Madre della Provvidenza a Monte Verde                 | Orani João Tempesta OCist                       | 29. Apr. 1969    | Übersicht              |
| 122 | Santa Maria Madre del Redentore a Tor Bella Monaca                | Joseph Zen Ze-kiun SDB                          | 28. Juni 1988    | Übersicht              |
| 123 | Santa Maria in Montesanto                                         | Protase Rugambwa                                | 30. Sep. 2023    |                        |
| 124 | Santa Maria Stella Maris                                          | László Német                                    | 7. Dez. 2024     |                        |
| 125 | Santi Mario e Compagni Martiri                                    | Ignace Bessi Dogbo SDB                          | 7. Dez. 2024     |                        |
| 126 | Santa Maria Nuova                                                 | Péter Erdő                                      | 17. März 1887    | Kardinalstitel         |
| 127 | Santa Maria Regina Mundi a Torre Spaccata                         | Orlando Quevedo OMI                             | 28. Juni 1988    | Übersicht              |
| 128 | Santa Maria Regina Pacis a Monte Verde                            | Oscar Cantoni                                   | 28. Juni 1988    | Übersicht              |
| 129 | Santa Maria Regina Pacis in Ostia mare                            | William Goh                                     | 5. März 1973     | Übersicht              |
| 130 | Santa Maria sopra Minerva                                         | António Marto                                   | 24. März 1567    | Übersicht              |
| 131 | Santi Martiri dell’Uganda a Poggio Ameno                          | Peter Ebere Okpaleke                            | 28. Juni 1988    | Übersicht              |
| 132 | San Mauro Abate                                                   | Fernando Natalio Chomalí Garib                  | 7. Dez. 2024     |                        |
| 133 | Natività di Nostro Signore Gesù Cristo a Via Gallia               | Audrys Bačkis                                   | 29. Apr. 1969    | Übersicht              |
| 134 | Santi Nereo ed Achilleo                                           | Celestino Aós Braco OFMCap                      | 112              | Übersicht              |
| 135 | Santissimo Nome di Maria in Via Latina                            | Gaudencio Borbon Rosales                        | 25. Mai 1985     | Übersicht              |
| 136 | Nostra Signora de La Salette                                      | Polycarp Pengo                                  | 29. Apr. 1969    | Übersicht              |
| 137 | Nostra Signora del Santissimo Sacramento e Santi Martiri Canadesi | Patrick D’Rozario CSC                           | 5. Feb. 1968     | Übersicht              |
| 138 | Nostra Signora di Guadalupe a Monte Mario                         | Timothy Dolan                                   | 29. Apr. 1969    | Übersicht              |
| 139 | Nostra Signora di Guadalupe e San Filippo Martire                 | Juan Sandoval Íñiguez                           | 28. Juni 1991    | Übersicht              |
| 140 | Sant’Onofrio al Gianicolo                                         | Pierbattista Pizzaballa OFM                     | 13. Apr. 1587    | Übersicht              |
| 141 | San Pancrazio                                                     | Antonio Cañizares Llovera                       | 6. Juli 1517     | Übersicht              |
| 142 | Santa Paola Romana                                                | Soane Patita Paini Mafi                         | 14. Feb. 2015    | Übersicht              |
| 143 | San Paolo della Croce a „Corviale“                                | Oswald Gracias                                  | 25. Mai 1985     | Übersicht              |
| 144 | San Patrizio                                                      | Thomas Collins                                  | 5. Feb. 1965     | Übersicht              |
| 145 | Santi Pietro e Paolo a Via Ostiense                               | Pedro Ricardo Barreto Jimeno                    | 5. Feb. 1965     | Übersicht              |
| 146 | San Pietro in Montorio                                            | James Francis Stafford                          | 13. Apr. 1587    | Übersicht              |
| 147 | San Pietro in Vincoli                                             | Donald Wuerl                                    | spätestens 1366  | Übersicht              |
| 148 | San Pio X alla Balduina                                           | Nicolás de Jesús López Rodríguez                | 29. Apr. 1969    | Übersicht              |
| 149 | San Policarpo                                                     | Alberto Suárez Inda                             | 14. Feb. 2015    | Übersicht              |
| 150 | Santa Prassede                                                    | Paul Poupard                                    | 112              | Übersicht              |
| 151 | Preziosissimo Sangue di Nostro Signore Gesù Cristo                | John Njue                                       | 24. Nov. 2007    | Übersicht              |
| 152 | Santa Prisca                                                      | Justin Francis Rigali                           | 112              | Übersicht              |
| 153 | Santi Protomartiri a Via Aurelia Antica                           | Anthony Poola                                   | 29. Apr. 1969    | Übersicht              |
| 154 | Santa Pudenziana                                                  | Thomas Aquino Man’yō Maeda                      | 112              | Übersicht              |
| 155 | Santi Quattro Coronati                                            | Roger Michael Mahony                            | 1444             | Übersicht              |
| 156 | Santi Quirico e Giulitta                                          | Seán Brady                                      | 13. Apr. 1587    | Kardinalstitel         |
| 157 | Santissimo Redentore a Valmelaina                                 | Ricardo Ezzati Andrello                         | 26. Nov. 1994    | Übersicht              |
| 158 | Santissimo Redentore e Sant’Alfonso in Via Merulana               | Vincent Gerard Nichols                          | 30. Dez. 1960    | Übersicht              |
| 159 | Regina Apostolorum                                                | John Tong Hon                                   | 5. Feb. 1965     | Übersicht              |
| 160 | San Roberto Bellarmino                                            | Mario Aurelio Poli                              | 29. Apr. 1969    | Übersicht              |
| 161 | San Romano Martire                                                | Berhaneyesus Demerew Souraphiel                 | 14. Feb. 2015    | Übersicht              |
| 162 | Santa Sabina                                                      | vakant                                          | 423              | Übersicht              |
| 163 | Santissimo Sacramento a Tor de’ Schiavi                           | Gregorio Rosa Chávez                            | 28. Juni 2017    | Kardinalstitel         |
| 164 | San Saturnino                                                     | John Onaiyekan                                  | 21. Okt. 2003    | Übersicht              |
| 165 | San Sebastiano alle Catacombe                                     | Lluís Martínez Sistach                          | 30. Dez. 1960    | Übersicht              |
| 166 | Santi Silvestro e Martino ai Monti                                | Kazimierz Nycz                                  | 314              | Übersicht              |
| 167 | San Silvestro in Capite                                           | Louis-Marie Ling Mangkhanekhoun                 | 6. Juli 1517     | Übersicht              |
| 168 | Santa Silvia                                                      | Janis Pujats                                    | 21. Feb. 2001    | Übersicht              |
| 169 | Santi Simone e Giuda Taddeo a Torre Angela                        | Pietro Parolin                                  | 22. Feb. 2014    | Übersicht              |
| 170 | San Sisto                                                         | Antoine Kambanda                                | spätestens 499   | Übersicht              |
| 171 | Santa Sofia a Via Boccea                                          | Mykola Byczok                                   | 25. Mai 1985     | Übersicht              |
| 172 | Spirito Santo alla Ferratella                                     | Ignatius Suharyo Hardjoatmodjo                  | 28. Juni 1988    | Übersicht              |
| 173 | Santo Stefano al Monte Celio                                      | Friedrich Wetter                                | spätestens 1379  | Übersicht              |
| 174 | Santa Susanna                                                     | vakant                                          | 112              | Übersicht              |
| 175 | Santa Teresa al Corso d’Italia                                    | Maurice Piat CSSp                               | 5. Mai 1962      | Übersicht              |
| 176 | San Timoteo                                                       | Arlindo Gomes Furtado                           | 14. Feb. 2015    | Übersicht              |
| 177 | San Tommaso Apostolo                                              | Pierre Nguyễn Văn Nhơn                          | 14. Feb. 2015    | Übersicht              |
| 178 | Trasfigurazione di Nostro Signore Gesù Cristo                     | Pablo Virgilio Siongco David                    | 21. Feb. 2001    | Übersicht              |
| 179 | Santissima Trinità al Monte Pincio                                | Philippe Barbarin                               | 13. Apr. 1587    | Übersicht              |
| 180 | Sant’Ugo                                                          | Emmanuel Wamala                                 | 26. Nov. 1994    | Übersicht              |
| 181 | San Giovanni Maria Vianney                                        | Rainer Maria Woelki                             | 18. Feb. 2012    | Übersicht              |
| 182 | San Vigilio                                                       | Jose F. Advincula                               | 28. Nov. 2020    | Übersicht              |
| 183 | Santi Vitale, Valeria, Gervasio e Protasio                        | Adam Joseph Maida                               | 16. Dez. 1880    | Übersicht              |

## Ehemalige Titelkirchen
Nachfolgende Kirchen sind historische Titelkirchen, die heute nicht mehr existieren bzw. nicht mehr als Titelkirche verwendet werden.
| Nr. | Name                               | Titelkirche seit | Titelkirche bis | Bemerkungen                                                                                        | Liste der Titelinhaber |
| --- | ---------------------------------- | ---------------- | --------------- | -------------------------------------------------------------------------------------------------- | ---------------------- |
| 1   | Sant’Agnese in Agone               | 6. Juli 1517     | 5. Okt. 1654    | im Konsistorium 1998 als Titeldiakonie wiedererrichtet                                             | Kardinalstitel         |
| 2   | Sant’Apollinare                    | 6. Juli 1517     | 13. Apr. 1587   | Titel übertragen auf San Biagio dell’Anello im Konsistorium 1929 als Titeldiakonie wiedererrichtet | Übersicht              |
| 3   | Santa Barbara                      | 4. Dez. 1551     | 1587            | | Übersicht              |
| 4   | San Biagio dell’Anello             | 13. Apr. 1587    | 1616            | | Übersicht              |
| 5   | San Carlo ai Cantinari             | 17. Okt. 1616    | 1627            | im Konsistorium 1959 als Titeldiakonie wiedererrichtet                                             | Übersicht              |
| 6   | San Carlo al Corso                 | 6. Okt. 1627     | 5. Sep. 1639    | | Übersicht              |
| 7   | San Ciriaco alle Terme Diocleziane | 5. Jahrhundert   | 13. Apr. 1587   | Titel übertragen auf Santi Quirico e Giulitta                                                      | Kardinalstitel         |
| 8   | Sant’Eufemia                       | 8. Feb. 1566     | 1587            | | Übersicht              |
| 9   | Santi Filippo e Giacomo            | 112              | 560             | Titel umbenannt Santi XII Apostoli                                                                 | Übersicht              |
| 10  | San Matteo in Merulana             | 112              | 23. Dez. 1801   | Titel übertragen auf Santa Maria della Vittoria                                                    | Übersicht              |
| 11  | San Niccola fra le Immagini        | 1477             | 13. Apr. 1587   | | Kardinalstitel         |
| 12  | San Salvatore in Lauro             | 13. Apr. 1587    | 19. Mai 1670    | im Konsistorium 2007 als Titeldiakonie wiedererrichtet                                             | Übersicht              |
| 13  | San Simeone Profeta                | 4. Dez. 1551     | 1587            | | Übersicht              |
| 14  | San Tommaso in Parione             | 10. Juli 1517    | 18. Dez. 1937   | Titel übertragen auf Santa Maria in Vallicella                                                     | Übersicht              |
| 15  | San Vitale                         | 5. Jahrhundert   | 1596            | im Konsistorium 1880 als Titelkirche Santi Vitale, Valeria, Gervasio e Protasio wiedererrichtet    | Übersicht              |